# ヴィクトリア・ライト
ヴィクトリア・ライトまたはヴィッキー・ライト（英語: Victoria "Vicky" Wright、1993年8月15日 - ）は、イギリス・スコットランドの女子カーリング選手、看護師。2022年北京オリンピック金メダル。

## 経歴
2022年、北京オリンピックにサードとして出場。予選ラウンドロビンを3位で通過すると、準決勝でスウェーデンに延長戦の末に勝利し、決勝で日本のロコ・ソラーレに勝利して金メダルを獲得した。

## 人物
グラスゴー・カレドニアン大学で看護学を学び、フォルカーク州ラーバートにあるフォース・バレー・ロイヤル病院 (英語版) で看護師としてフルタイム勤務している。現在スターリングに在住。また、かつて水泳選手でもあった。
夫はカーリング選手のグレッグ・ドラモンド。

## 主な戦歴

### イギリス代表
- オリンピックのカーリング競技
  - 2022年北京オリンピック -  金メダル

### スコットランド代表
- 世界女子カーリング選手権
  - 2018年 - 9位
  - 2021年 - 8位

- ヨーロッパカーリング選手権
  - 2019年（英語版） -  銀メダル
  - 2021年（英語版） -  金メダル

- 世界ジュニアカーリング選手権
  - 2013年（英語版） -  銀メダル

## チーム
| シーズン | スキップ             | サード               | セカンド                 | リード               | リザーブ             |
| -------- | -------------------- | -------------------- | ------------------------ | -------------------- | -------------------- |
| 2011–12  | ジェニファー・ドッズ | Rebecca Kesley       | Mhairi Baird             | ヴィクトリア・ライト |                      |
| 2012–13  | Jennifer Martin      | Hazel Smith          | ヴィクトリア・ライト     | Mhairi Baird         |                      |
| 2013–14  | Jennifer Martin      | Hazel Smith          | ヴィクトリア・ライト     | Mhairi Baird         |                      |
| 2014–15  | ローレン・グレイ     | ジェニファー・ドッズ | ヴィクトリア・ライト     | Mhairi Baird         |                      |
| 2015–16  | ローレン・グレイ     | ジェニファー・ドッズ | ヴィクトリア・ライト     | Mhairi Baird         |                      |
| 2016–17  | Hannah Fleming       | ジェニファー・ドッズ | Alice Spence             | ヴィクトリア・ライト |                      |
| 2017–18  | Hannah Fleming       | ジェニファー・ドッズ | Alice Spence             | ヴィクトリア・ライト | Sophie Jackson       |
| 2018–19  | イブ・ミュアヘッド   | ジェニファー・ドッズ | ヴィッキー・チャーマーズ | ローレン・グレイ     | ヴィクトリア・ライト |
| 2019–20  | イブ・ミュアヘッド   | ローレン・グレイ     | ジェニファー・ドッズ     | ヴィクトリア・ライト |                      |
| 2020–21  | イブ・ミュアヘッド   | ヴィクトリア・ライト | ジェニファー・ドッズ     | ローレン・グレイ     | Sophie Sinclair      |
| 2021–22  | イブ・ミュアヘッド   | ヴィクトリア・ライト | ジェニファー・ドッズ     | ヘイリー・ダフ       | ミリー・スミス       |